# Cyrtauchenius bicolor
Cyrtauchenius bicolor là một loài nhện trong họ Cyrtaucheniidae. Loài này phân bố ờ Algerije.